# Agència Tributària de Catalunya
L'Agència Tributària de Catalunya (ATC) és l'ens encarregat de recaptar els tributs propis de la Generalitat de Catalunya i els cedits totalment per l'Estat. La seva seu central està ubicada al passeig de la Zona Franca, 46, al barri de la Marina del Prat Vermell de Barcelona
Fou creada pel Parlament de Catalunya el juliol de 2007, en compliment de l'article 204 de l'Estatut d'Autonomia de Catalunya de 2006.

## Història
L'ATC es posà en marxa el 2 de gener de 2008.
A partir de la desena legislatura el Govern de la Generalitat començà a replantejar-se la institució, amb l'objectiu que fos l'ens gestor d'una hisenda pròpia catalana. El gener de 2013 l'executiu d'Artur Mas va crear la Secretaria d'Hisenda, amb la tasca desenvolupar l'Agència Tributària de Catalunya, amb la intenció que aquest ens sigui l'única administració pel que fa a les contribucions que paguen els catalans.
Durant els anys 2016 i 2017 l'ATC inicià l'assumpció plena de totes les seves competències recaptatòries que legalment podia exercir, i es trobava en procés de desplegament pel conjunt del territori català a partir de 15 noves oficines pròpies i de 12 més compartides amb els ens locals.
Andreu Navàs n'és el director des de novembre de 2024.
Arran del pacte de legislatura entre ERC i el PSC per al "finançament singular" i una certa sintonia amb el govern central s'ha acordat que l'agència assumeixi la recaptació de tots els impostos a Catalunya (entre ells L'IRPF). Certes autoritats creuen que la plantilla actual d'uns 875 treballadors, la reticència dels inspectors de l'AEAT, i  el software de gestió propi dificultaran la recaptació d'aquests nous impostos (pujant d'una recaptació anual de 5.000 milions d'euros actuals a uns 30.000 previstos), i que vistos els pocs inspectors propis, pugui incrementar-se el frau; i aboguen que aquest traspàs, previst en un principi per al 2026, només es pugui fer de manera gradual.

## Directors
- Josep Costa i Solà (2008-2011)
- Lluís Franco i Sala (2011-2014)
- Teresa Ribas i Alguero (2014-2016)
- Eduard Vilà i Marhuenda (2016-2024)
- Andreu Navas Amenós (2024-)

## Funcions
A l'Agència Tributària de Catalunya li corresponen les funcions següents:
- Gestionar, liquidar, inspeccionar i recaptar els tributs propis de la Generalitat i els tributs estatals cedits totalment a la Generalitat, d'acord amb el que disposa l'article 204 de l'Estatut d'Autonomia de Catalunya.
- Gestionar la recaptació per la via executiva dels ingressos de dret públic no tributaris de l'Administració de la Generalitat i dels ens que formen el sector públic de la Generalitat.
- Formar part del consorci o ens equivalent a què fa referència l'article 204.2 de l'Estatut d'Autonomia de Catalunya.
- Exercir qualsevol altra funció que li sigui atribuïda per llei o per conveni administratiu.[4]

## Oficines
L'ATC compta amb un total de 31 oficines repartides arreu de Catalunya. D'aquestes, 19 són oficines territorials pròpies i es troben a Barcelona, la Bisbal d'Empordà, Figueres, Girona, Granollers, Lleida, Manresa, Mataró, Reus, Sabadell, Sant Feliu de Llobregat, Santa Coloma de Farners, la Seu d'Urgell, Tarragona, Terrassa, Tortosa, Vic i Vilafranca del Penedès. En aquestes oficines els ciutadans poden obtenir assessorament i realitzar qualsevol tràmit tributari i de recaptació d'impostos. D'altra banda, les 12 oficines restants són compartides mitjançant convenis amb ens locals —ajuntaments, consells comarcals i diputacions— adherits a la xarxa Tributs de Catalunya i es troben a Berga, Cervera, Igualada, Móra d'Ebre, Olot, Ripoll, Solsona, Tremp, Valls, el Vendrell, Vilanova i la Geltrú i Viella. Aquestes oficines actuen com a punt de servei i atenció al contribuent.
Finalment, també disposa de 137 finestretes úniques i punts d'assistència tributària de la xarxa Tributs de Catalunya on els ciutadans poden rebre atenció bàsica i presentar declaracions.